# USS Sampson (DDG-102)

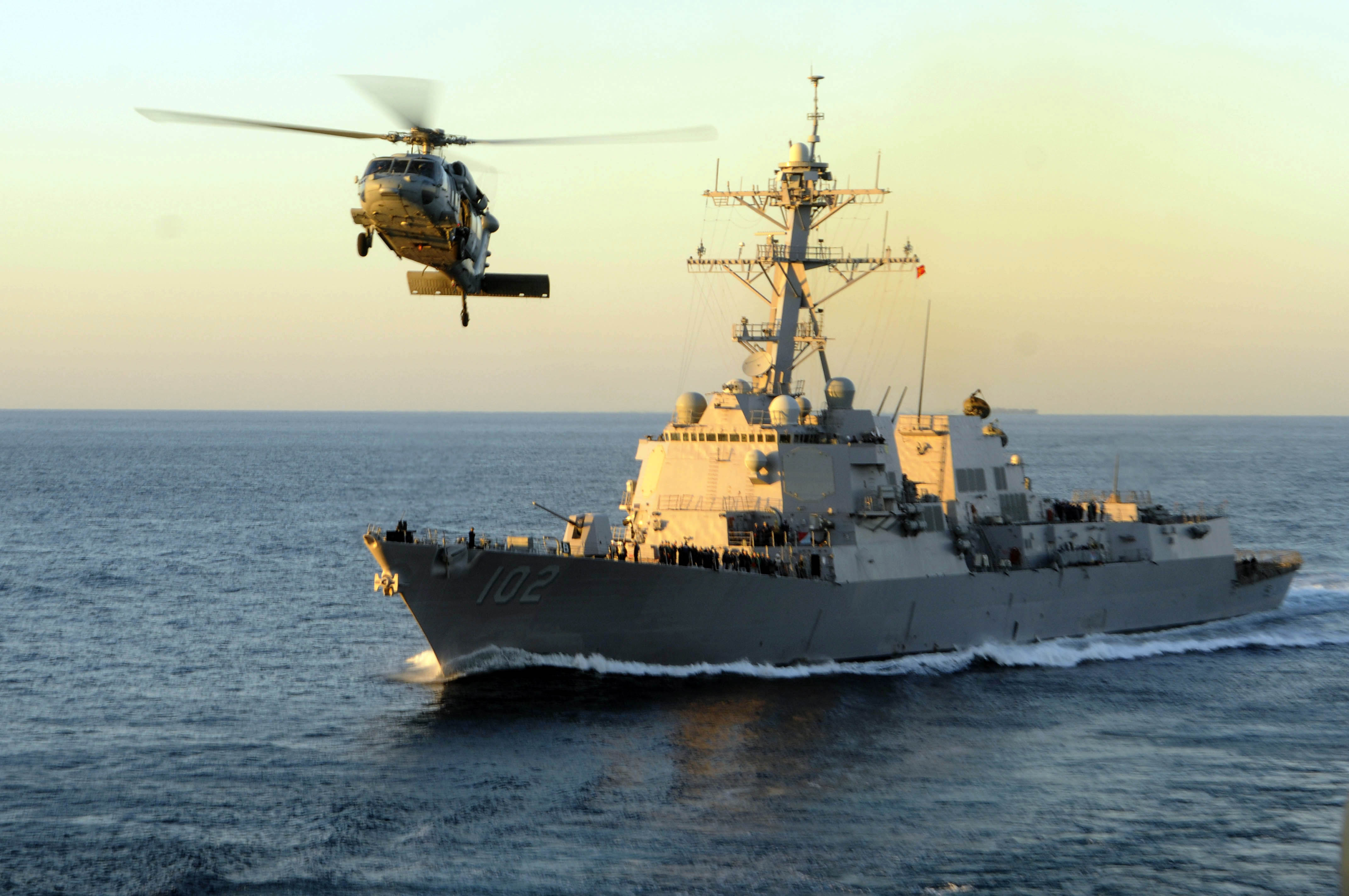
Um MH-60S sobrevoando o Sampson durante uma missão em alto-mar, 2010.

O USS Sampson é um contratorpedeiro da classe Arleigh Burke pertencente a Marinha de Guerra dos Estados Unidos, ostentando o nome do almirante William T. Sampson da Guerra Hispano-Americana.